# Jodel D11
Die Jodel D11 ist ein Sportflugzeug der französischen Konstrukteure Édouard Joly und Jean Délémontez.

## Geschichte
Die D11 wurde 1950 aufgrund einer Ausschreibung der französischen Regierung aus der einsitzigen Jodel D9 entwickelt, wobei die D9 vergrößert und mit den um 50 cm gekürzten Flügeln der Jodel D10 ausgestattet wurde. Der Prototyp des zweisitziges Sportflugzeug mit dem Kennzeichen F-BBBF hatte am 4. April 1950 seinen Erstflug. Er wurde von einem Neunzylinder-Sternmotor Salmson 9ADb mit 33 kW Leistung angetrieben. Lizenzen für den Nachbau wurden innerhalb von Frankreich sowie in die Schweiz (an die Firma Uetz in Speck-Fehraltorf) und nach Deutschland (an die Firma Aero-Flugzeugbau in München-Heimstetten) verkauft. Diese Nachbauten unterschieden sich nicht nur in der Motorisierung, sondern auch teilweise im Aufbau. Die D11A erhielt 1957 in Deutschland ihre Zulassung.

## Versionen
- D11 – Originalversion mit 45-PS-Salmson-9AdbTriebwerk.
- D111 – D11 mit 75-PS-Minie-4DC-Triebwerk, gebaut von Jodel.

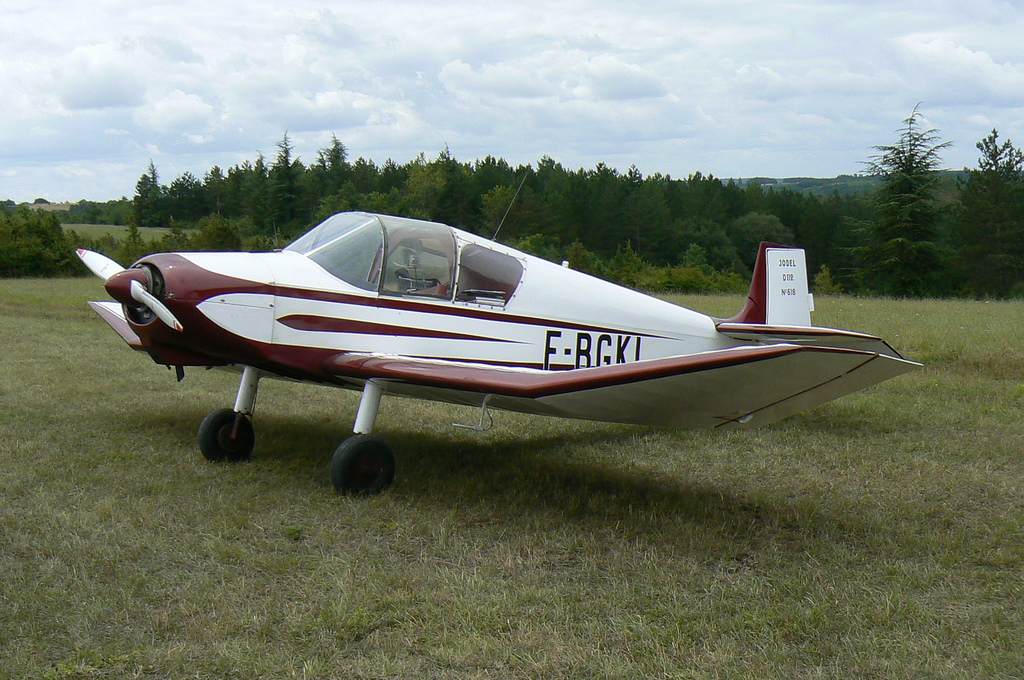
Wassmer-Jodel D112

- Wassmer-Jodel D112 D112 – D11 mit 65-PS-Continental-A65-Triebwerk, gebaut von Wassmer (Société Wassmer), SAN (Société Aéronautique Normande), Valledeau, Denize und Amateurnachbauten.
  - D112A
  - D112D
  - D112V

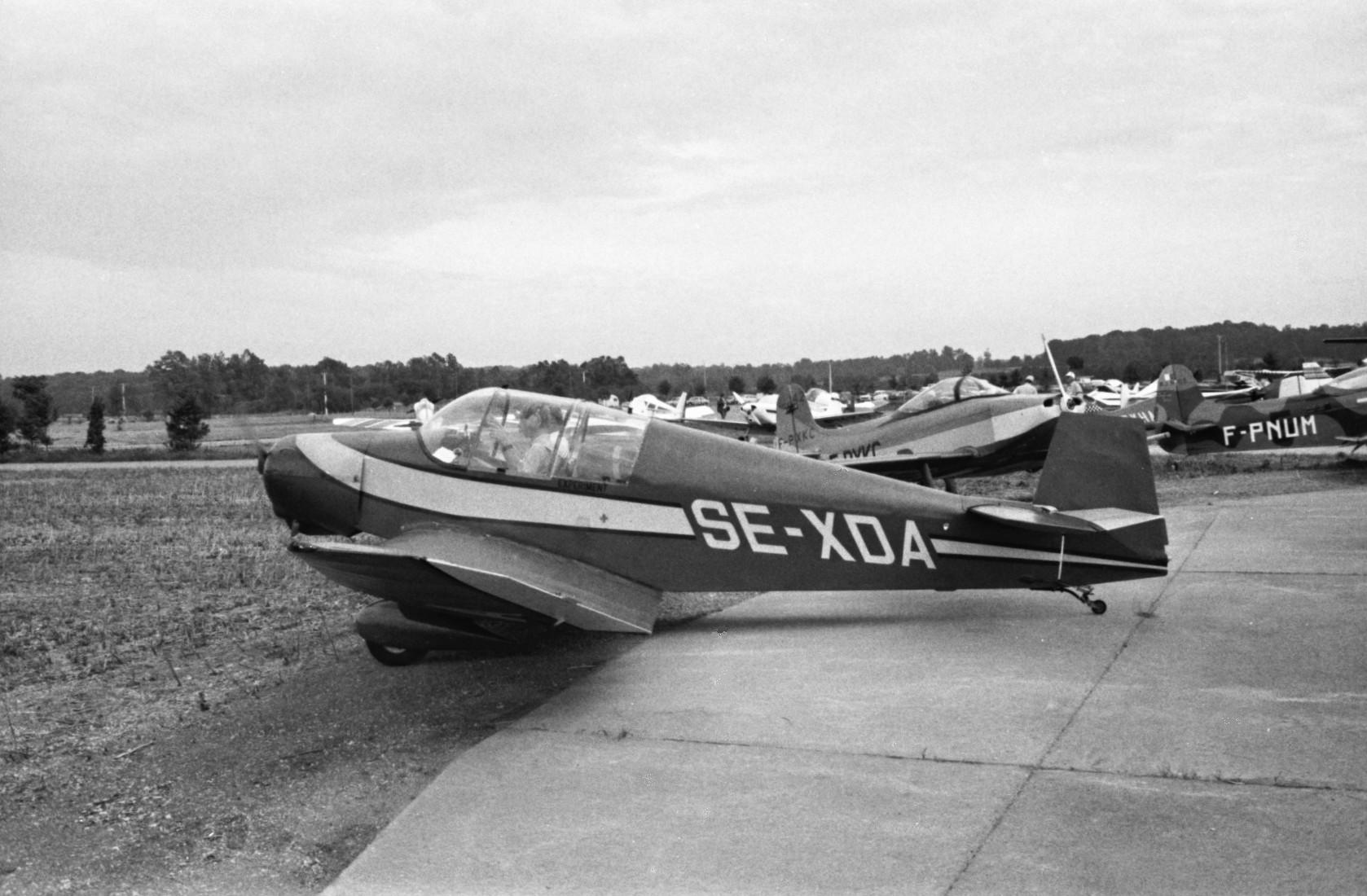
Jodel D113

- Jodel D113 D113 – D11 mit 100-PS-Continental-O-200-A Triebwerk, Amateurnachbau.
- D114 – D11 mit 70-PS-Minie-4DA.28-Triebwerk, Amateurnachbau.
- D115 – D11 mit 75-PS Mathis-4-GF-60-Triebwerk, Amateurnachbau.
- D116 – D11 mit 60-PS-Salmson-9ADR-Triebwerk, Amateurnachbau.
- D117 – D11 mit 90-PS-Continental-C90-Triebwerk und geänderter Elektrik, 223 Stück gebaut von SAN.
  - D117A – D117 mit Luftbremsen (fr. Aérofreins) in Form von Störklappen auf der Flügelunterseite[2]
- D118 – D11 mit 60-PS-Walter-Mikron-II-Triebwerk, Amateurnachbau.
- D119 – Amateurnachbau D.117
  - D119D
    - D119DA

  - D119V
- D1190S – D119 gebaut in Spanien durch Aero Difusion, 68 Stück gebaut.

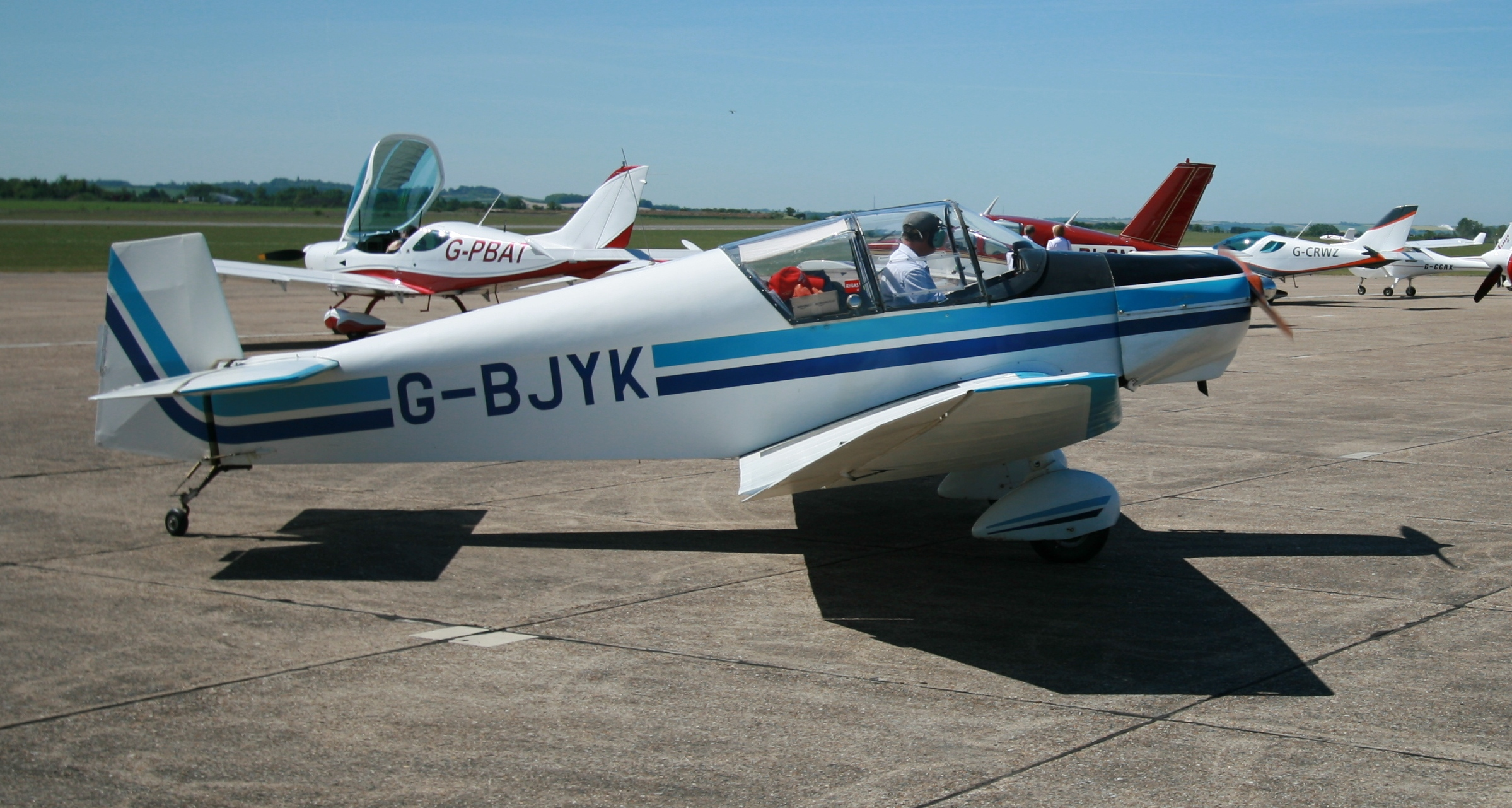
Wassmer Jodel D120A Paris-Nice

- Wassmer Jodel D120A Paris-Nice D120 – gebaut von Wassmer Paris-Nice genannt, 337 Stück gebaut.
  - D120A
  - D120R
  - D120AR
- D121 – D11 mit 75-PS-Continental-A75-Triebwerk, Amateurnachbau.
- D122 – D11 mit 75-PS-Praga-Triebwerk, Amateurnachbau.
- D123 – D11 mit 85-PS-Salmson-5AP.01-Triebwerk, Amateurnachbau.
- D124 – D11 mit 80-PS-Salmson-5AQ.01-Triebwerk, Amateurnachbau.
- D125 – D11 mit 90-PS-Kaiser-Triebwerk, Amateurnachbau.
- D126 – D11 mit 85-PS-Continental-A85-Triebwerk, Amateurnachbau.

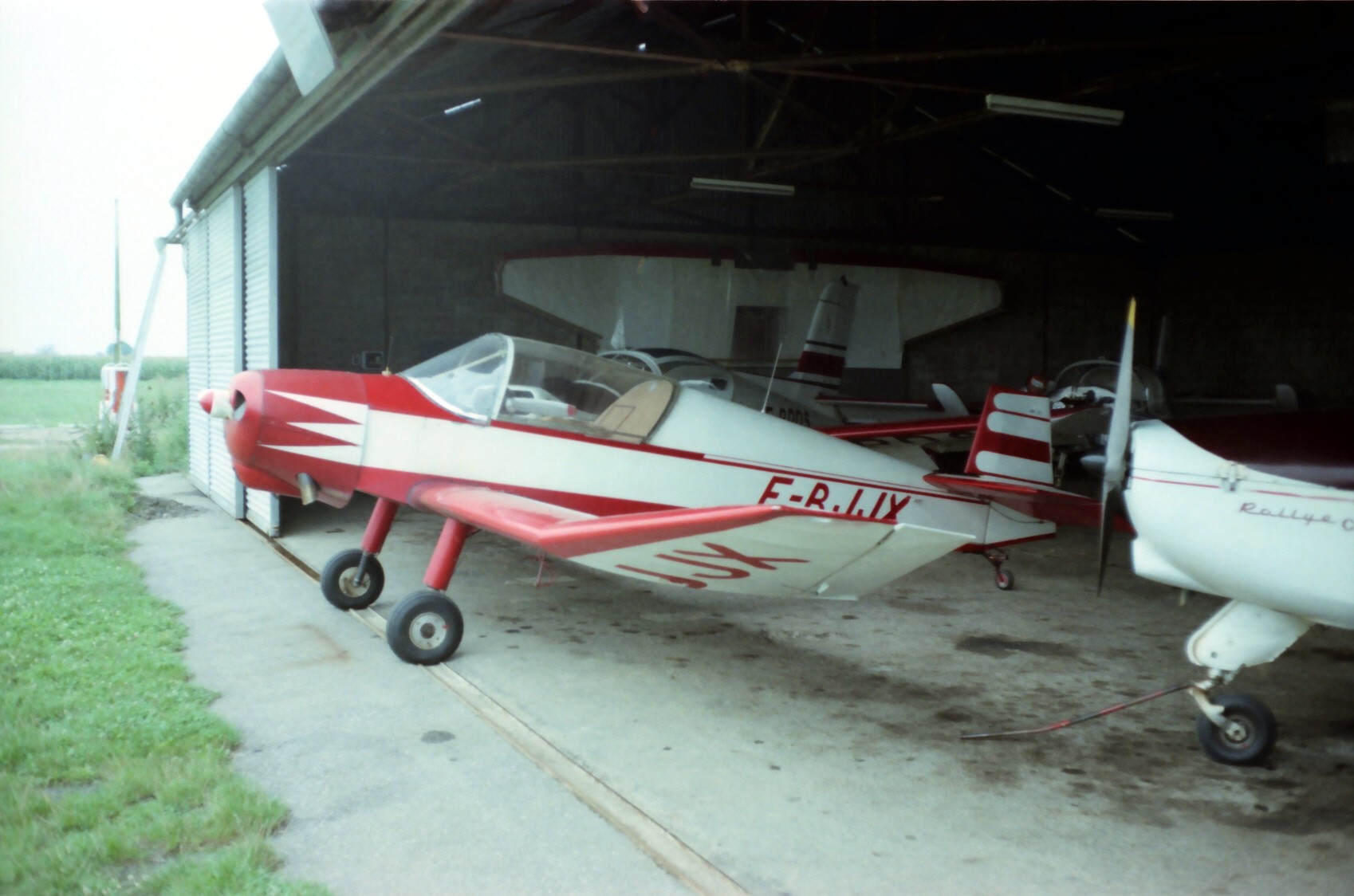
Jodel D127

- Jodel D127 D127 – D112 mit verschiebbarer verglaster Cockpitkanzel und DR-100-Fahrwerk, gebaut von EAC.
- D128 – D119 mit verschiebbarer verglaster Cockpitkanzel und DR-100-Fahrwerk, gebaut von EAC.
- D11 Spécial
- Uetz U2V – D119 mit geradem Flügel, gebaut in der Schweiz vom Walter Uetz Flugzeugbau

Durch Aero-Difusión
- D11 Compostela
- D-112 Popuplane
- D-119 Popuplane
- D-1190S Compostela

## Konstruktion
Die D11 ist ein aus Holz gefertigter Tiefdecker mit kastenförmigem Rumpf, Spornradfahrwerk und rechteckigen Tragflächen mit nach oben gewinkelten Enden.

## Technische Daten
| Kenngröße             | Daten                           |
| --------------------- | ------------------------------- |
| Besatzung             | 1+1                             |
| Länge                 | 6,20 m                          |
| Spannweite            | 8,20 m                          |
| Höhe                  | 2,05 m                          |
| Flügelfläche          | 12,7 m²                         |
| Flügelstreckung       | 5,3                             |
| Leermasse             | 340 kg                          |
| max. Startmasse       | 620 kg                          |
| Reisegeschwindigkeit  | 190 km/h                        |
| Höchstgeschwindigkeit | 210 km/h                        |
| Reichweite            | 460 km                          |
| Triebwerke            | 1 × Continental O-200 mit 75 kW |